# Antonio Díaz (defensor del territorio)
Antonio Díaz Valencia es un defensor del territorio,  líder comunitario y defensor. Fue desaparecido, junto a Ricardo Lagunes el 15 de enero de 2023 cuando regresaban de una asamblea en la comunidad nahua de Aquila, Michoacán.Desde 1998 defendía a su comunidad de los impactos de la minería. 

## Vida personal
Díaz creció en una ranchería del municipio de Aquila, fue becado durante la adolescencia para cursar la secundaria. Estudió para profesor en la Escuela Normal de Durango, según un familiar, no esperaban que estudiarán una carrera por las condiciones de pobreza en las que vivía. Díaz fue uno de los primeros profesionistas de la comunidad, y becaba a algunos estudiantes para que continuara con sus estudios. En el poblado de Guagua, en la costa de Michoacán, logró que los estudiantes tuvieran acceso a un desayuno escolar y uniformes. El impacto de Díaz fue tal que cuando llegó a la comunidad había 9 escuelas y cuando se fue, alrededor de 20.Desde su juventud fue líder de la comunidad, a los 21 años fue presidente municipal. 

## Trayectoria y desaparición
Antonio defendía de forma legal a la comunidad de Aquila, buscaba que la comunidad de la que era parte eligiera a sus autoridades comunales y exigía el cumplimiento de los acuerdos con Las Encinas, minera perteneciente a la empresa Ternium, para que pagaran justamente por la explotación minera realizada desde 1990. También buscaba evitar que la minera se extendiera aún más en la sierra de Michoacán. Su desaparición está relacionada con su trabajo pues en la última asamblea en la que participó había anunciado los avances del litigio estratégico y era quien se perfilaba para ser presidente del comisariado de Aquila. Su lucha se vio interrumpida el 15 de enero de 2023, cuando un grupo de hombres dispararon hacia las llantas de la camioneta blanca en la se transportaba. 